# École proculienne
L’École proculienne (ou école proculéienne) est une des deux importantes écoles de juristes à Rome dans le Ier et IIe siècle. 
Les Proculiens prirent leur nom de Proculus, qui succéda à Marcus Cocceius Nerva à la tête de cette école.
Cette école était considérée comme novatrice, et s'opposait à l'école sabinienne. Le fondateur est Marcus Cocceius Nerva, qui a pour disciple Proculus. Dans cette école le plus connu s’appelle Celse. Le droit est l’art du bon, du bien et de l’équitable. C’est un droit innovant qui part de faits concrets pour en tirer des conséquences et des conclusions. Quand ils ont un cas, ils commencent par décrire les faits pour en dégager un type de situation juridique. Paul écrit « la solution juste ne vient pas de la règle mais la règle nait de la solution casuistique juste. »
- Pegasus, célèbre jurisconsulte du Ier siècle, fut le chef de cette école sous le règne des empereurs Vespasien, Titus et Domitien.